# Danielle Ciardi
Pour les articles homonymes, voir Ciardi.
Danielle Ciardi “Danielle Schappert” est une actrice américaine née en 1976 à Denville now Hardystone (New Jersey). Elle a joué entre autres sous la direction de Phil Leirness.

## Filmographie
- 1999 : Powerplay (TV)
- 2000 : The Independent
- 2001 : Tomcats
- 2002 : Creature of the Mist
- 2002 : The Story of O: Untold Pleasures